# Diócesis de Kottar
La diócesis de Kottar (en latín: Dioecesis Kottarensis y en inglés: Roman Catholic Diocese of Kottar) es una circunscripción eclesiástica de la Iglesia católica en India. Se trata de una diócesis latina, sufragánea de la arquidiócesis de Madurai. Desde el 20 de mayo de 2017 su obispo es Nazarene Soosai.

## Territorio y organización
La diócesis tiene 750 km² y extiende su jurisdicción sobre los fieles católicos de rito latino residentes en el estado de Tamil Nadu en los taluks de Thovalai, Agastheeswaram, Kalkulam y Vilavancode del distrito de Kanyakumari.
La sede de la diócesis se encuentra en Kottar (un sector del municipio de Nagercoil), en donde se halla la Catedral de San Francisco Javier.
En 2021 en la diócesis existían 94 parroquias agrupadas en 6 vicariatos.

## Historia
La diócesis fue erigida el 26 de mayo de 1930 con la bula Ad pastorale del papa Pío XI, obteniendo el territorio de la diócesis de Quilon.
Originalmente sufragánea de la arquidiócesis de Verapoly, pasó a formar parte de la provincia eclesiástica de la arquidiócesis de Madurai el 19 de septiembre de 1953.
El 29 de abril de 1955 cedió la jurisdicción sobre los fieles del rito siríaco oriental que residían en su territorio a la eparquía de Tellicherry mediante el decreto Pro fidelibus.
El 22 de diciembre de 2014 cedió una parte del territorio para la erección de la diócesis de Kuzhithurai mediante la bula Cum ad provehendam del papa Francisco.

## Estadísticas
Según el Anuario Pontificio 2022 la diócesis tenía a fines de 2021 un total de 268 529 fieles bautizados.
| Año                                                                             | Población            | Población | Población      | Sacerdotes | Sacerdotes    | Sacerdotes    | Bautizados por sacerdote | Diáconos permanentes | Religiosos | Religiosos | Parroquias |
| Año                                                                             | Bautizados católicos | Total     | % de católicos | Total      | Clero secular | Clero regular | Bautizados por sacerdote | Diáconos permanentes | Varones    | Mujeres    | Parroquias |
| ------------------------------------------------------------------------------- | -------------------- | --------- | -------------- | ---------- | ------------- | ------------- | ------------------------ | -------------------- | ---------- | ---------- | ---------- |
| 1950                                                                            | 148 321              | 795 000   | 18.7           | 65         | 57            | 8             | 2281                     |                      | 16         | 169        | 47         |
| 1970                                                                            | 254 036              | 1 125 000 | 22.6           | 123        | 107           | 16            | 2065                     |                      | 32         | 400        | 64         |
| 1980                                                                            | 303 000              | 1 350 000 | 22.4           | 160        | 139           | 21            | 1893                     |                      | 65         | 522        | 83         |
| 1990                                                                            | 353 867              | 1 70 3322 | 20.8           | 166        | 135           | 31            | 2131                     | 1                    | 60         | 577        | 96         |
| 1999                                                                            | 440 804              | 1 734 752 | 25.4           | 216        | 170           | 46            | 2040                     |                      | 58         | 645        | 113        |
| 2000                                                                            | 475 181              | 2 098 355 | 22.6           | 207        | 165           | 42            | 2295                     |                      | 55         | 559        | 115        |
| 2001                                                                            | 492 914              | 2 113 987 | 23.3           | 221        | 178           | 43            | 2230                     |                      | 56         | 719        | 117        |
| 2002                                                                            | 507 914              | 2 129 338 | 23.9           | 219        | 174           | 45            | 2319                     |                      | 57         | 679        | 131        |
| 2003                                                                            | 481 170              | 2 146 044 | 22.4           | 215        | 171           | 44            | 2238                     |                      | 76         | 618        | 124        |
| 2004                                                                            | 477 174              | 1 720 250 | 27.7           | 226        | 182           | 44            | 2111                     |                      | 74         | 596        | 126        |
| 2013                                                                            | 524 706              | 1 741 350 | 30.1           | 361        | 294           | 67            | 1453                     |                      | 81         | 738        | 181        |
| 2014                                                                            | 260 484              | 885 865   | 29.4           | 230        | 193           | 37            | 1132                     |                      | 49         | 471        | 81         |
| 2016                                                                            | 538 000              | 1 922 000 | 28.0           | 211        | 176           | 35            | 2549                     |                      | 62         | 440        | 84         |
| 2019                                                                            | 266 285              | 861 974   | 30.9           | 231        | 183           | 48            | 1152                     |                      | 70         | 492        | 93         |
| 2021                                                                            | 268 529              | 869 702   | 30.9           | 200        | 163           | 37            | 1342                     |                      | 59         | 501        | 94         |
| Fuente: Catholic-Hierarchy, que a su vez toma los datos del Anuario Pontificio. |                      |           |                |            |               |               |                          |                      |            |            |            |

## Episcopologio
- Lorenzo Pereira † (26 de mayo de 1930-7 de enero de 1938 falleció)
- Thomas Roch Agniswami, S.I. † (5 de enero de 1939-23 de noviembre de 1970 retirado)
- Marianus Arokiasamy † (23 de noviembre de 1970-3 de julio de 1987 nombrado arzobispo de Madurai)
- Leon Augustine Tharmaraj † (14 de noviembre de 1988-15 de enero de 2007 falleció)
- Peter Remigius (30 de junio de 2007-20 de mayo de 2017 retirado)
- Nazarene Soosai, desde el 20 de mayo de 2017